# 東谷村 (福岡県)
東谷村（ひがしたにむら）は、現在の福岡県北九州市東部にあたる、旧企救郡に存在した村。1948年9月10日、当時の小倉市に編入され消滅した。かつての村域は現在の北九州市小倉南区のみならず、同市そのものの最南部に位置し、京築・田川地域と接する。

## 歴史
1889年、町村制施行により、呼野・小森・木下・井手浦などの地域が統合され、企救郡東谷村として発足。同時に誕生した西谷村、中谷村と併せて、「三谷（さんたに）地区」と呼ばれることとなった。
その後、郡内の他の町村が合併などを繰り返し、最終的に門司市と小倉市に収斂されていく中、東谷村は山間の地で典型的な農村地帯であったことから、他の町村と合併することなく、第二次世界大戦の終結を村として迎えた。ちなみに、西谷村と中谷村は1941年、太平洋戦争の開戦を前にして小倉市に編入された。「小倉南区役所両谷出張所」の「両谷」とは、小倉市が西谷村と中谷村を編入した際に旧両村役場を統合して、新たに市役所の出先機関を置いたことによる。
東谷村が小倉市に編入されたのは米軍の占領下にあった1948年。他の町村はすべて終戦までに門司市、小倉市となっていたため、企救郡で最後まで残っていた自治体であった。今も、かつての村役場を引き継いだ小倉南区役所の出張所は「東谷」出張所であり、旧村域には、ほかにも「東谷」の名を冠した組織や施設が多く存在する。

### 行政区域の変遷
- 1889年4月1日 - 町村制施行に伴い、石原町村・新道寺村・母原村・井手浦村・木下村・市丸村・小森村・呼野村が合併して企救郡東谷村が成立。
- 1948年9月10日 - 小倉市へ編入され消滅。
- 1949年9月1日 - 小倉市大字新道寺の一部が京都郡椿市村へ分離。